# Guvernul Beiyang

Steagul Republicii Chineze în perioada 1912-1928

Stema Republicii Chineze în perioada 1912-1928

Guvernul Beiyang (în chineză: 北洋政府; pinyin: běiyáng zhèngfǔ) se referă la o serie de regimuri militare care au condus de la Beijing din 1912 în 1928 (în zona Zhongnanhai, în chineză: 中南海). Guvernul Beiyang a fost recunoscut pe plan internațional ca fiind guvernul legitim al Republicii Chineze. Numele provine de la Armata Beiyang, cea care a dominat politic odată cu apariția lui Yuan Shikai care era un fost general al guvernului Qing. A sprijinit intervenția militară externă în Războiul Civil Rus.